# Нікуліно (Старицький район)
Нікуліно (рос. Никулино) — присілок в Старицькому районі Тверської області Російської Федерації.
Населення становить 5 осіб. Входить до складу муніципального утворення Степуринське сільське поселення.

## Історія
Від 2005 року входить до складу муніципального утворення Степуринське сільське поселення. Раніше населений пункт належав до Романовського сільського округу.

## Населення
| 1859 | 1897 | 2002 | 2008 | 2010 |
| ---- | ---- | ---- | ---- | ---- |
| 541  | ↗575 | ↘13  | →13  | ↘5   |